# Кајна (Естонија)
Темпа (ест. Käina) село је у западном делу Естоније и административни центар истоимене општине Кајна у округу Хијума. Село се налази у јужном делу острва Хијума, недалеко од пролаза који одваја острво од острва Касари.
Према подацима са пописа становништва 2011. у селу је живело 690 становника.
Западно од Кајне, у селу Сеља рођен је један од најпознатијих естонских композитора с краја 19. и почетка 20. века Рудолф Тобијас (1873–1918).